# Черно Море (автомагистраль)
Автомагистраль A5 «Черно Море» (болг. Автомагистрала A5 „Черно море“) — строящаяся автомагистраль в Болгарии, начинающаяся в городе Варна и заканчивающаяся в городе Бургас. Является частью Панъевропейского коридора VIII. В 2006 году были построены первые 10 км автомагистрали от Аспарухова моста в Варне до села Приселци, строительство оставшихся 103 км продолжается. После завершения автомагистраль «Черно Море» сократит значительно время путешествия между Варной и Бургасом (особенно в летнее время). В настоящее время основной поток движения транспорта между этими городами сосредоточен на участке Несебыр — Обзор. «Черно Море» соединится с автомагистралью A2 «Хемус» в Варне и A1 «Фракия» в Бургасе, что также позволит добраться в Софию обходными путями.

## Финансирование
В отличие от других автомагистралей, «Черно Море» не строится на средства Структурных фондов ЕС. Образованная в 2011 году Национальная компания «Стратегические проекты инфраструктуры» отвечает за дизайн проекта автомагистрали и технико-экономического обоснования. С ноября 2013 года правительство ведёт переговоры с китайским банком Exim о кредите на строительство автомагистрали A5. Возможная стоимость строительства составляет 307 млн. евро.

## Участки
| Выход | Км         | Пункты назначения     | Состояние       |
| ----- | ---------- | --------------------- | --------------- |
|       | 0          | Варна, Аспарухов мост | Эксплуатируется |
|       | 2,6        | Аспарухово            | Эксплуатируется |
|       | 9,2        | Звездица              | Эксплуатируется |
|       | 10,7       | Приселци              | Эксплуатируется |
|       | 10,7 — 103 | Приселци — Ветрен     | В планах        |
|       | 103        | Бургас                | В планах        |

## Планирование
Основная часть автомагистрали всё ещё находится на стадии проектирования, работы откладывались много раз.
Общий ход автомагистрали не спускается к морю и не проходит через курорты вокруг Несебра, направляясь через Бенковски, Детелина, Попович, Приселци, Тынково, Каблешково, Лыка и Ветрен. Однако ход многих участков дороги ещё не решён.
Рассматриваются три основных варианта решения автомагистрали:
- Восточный вариант: Бенковски, Добри-Дол, Круша, Детелина, Рудник, Попович, Приселци, Кошарица, Тынково, Каблешково, Лыка, Ветрен.
- Западный вариант: Бенковски, Болярци, Равна-Гора, Детелина, Юнец, Господиново, Попович и Приселци, далее по восточному варианту.
- Вариант через Дюлинский перевал, следующий по восточному варианту до Детелина, а далее в сторону Козница, Козичино, Гюлёвца, Оризаре и после Тынково снова следует восточному варианту.

Трудным для строительства является участок Приселци (Бургасская область) — Кошарица, предусмотренный в западном и восточном варианте. Третий вариант позволяет избежать строительства туннелей за счёт удлинения трассы.
Предлагается также построить дополнительный мост к северу от Варны (от Слынчево) через Варненский залив, чтобы ослабить нагрузку существующего Аспарухова моста, дублируя путь от Варны до Приселци (Варненская область) 